# Канцлер Борис Феліксович
Борис Феліксович Канцлер (нар. 16 квітня 1962, Фрунзе) – киргизький шахіст, представник Ізраїлю від 1998 року, гросмейстер від 1999 року.

## Шахова кар'єра
До часу розпаду СРСР брав участь лише в турнірах, що проходять на території цієї країни. У той час досягнув кількох успіхів, зокрема, поділив 3-тє місце в Тбілісі (1986, позаду Зураба Азмайпарашвілі і Михайла Таля, разом з Олегом Романишиним), а також поділив 2-ге місце в Ашхабаді (1990, один із відбіркових турнірів на чемпіонат СРСР). 1991 року взяв участь в останньому фіналі чемпіонату СРСР, який проходив за швейцарською системою поділивши 39-49-те місце.
1992 року єдиний раз у своїй кар'єрі представляв Киргизстан на шаховій олімпіаді. Відтоді почав виступати у міжнародних турнірах, передусім на території Ізраїлю. 1995 року переміг у Рішон-ле-Ціоні, а 1996-го – в Тель-Авіві (меморіал Моше Черняка). Поділив 1-ше місце в Петах-Тікві (1996, разом з Даніелем Ротманом і Авігдором Биховським), Беер-Шеві (1997, разом з Едуардасом Розенталісом і Семеном Двойрісом), а також двічі в Тель-Авіві (1996, разом з Довом Цифроні і 1997, меморіал Моше Черняка, разом з Леонідом Гофштейном, Борисом Аврухом і Довом Цифроні). 2005 року посів 2-ге місце в Тель-Авіві (позаду Дана Цолера). У 2006 році повторив це досягнення в Петах-Тікві (позаду Михайла Недобори). У 2007 році переміг у Гіватаїмі і двічі в Петах-Тікві (одноосібно та разом з Ісраелем Каспі). Чергового успіху досягнув 2008 року, посівши 1-ше місце на турнірі за круговою системою в Єрусалимі, а у 2009 році переміг у Нетаньї.
Кілька разів брав участь у фіналах чемпіонату Ізраїлю, один з найкращих результатів показавши 2006 року в Тель-Авіві, де поділив 5-7-ме місце.
Найвищий рейтинг Ело в кар'єрі мав станом на 1 липня 1999 року, досягнувши 2562 очок ділив тоді 9-те місце серед ізраїльських шахістів.

## Зміни рейтингу
| На цьому місці має відображатися графік чи діаграма, однак з технічних причин його відображення наразі вимкнено. Будь ласка, не видаляйте код, який викликає це повідомлення. Розробники вже працюють для того, щоби відновити штатне функціонування цього графіка або діаграми. | |
| | На цьому місці має відображатися графік чи діаграма, однак з технічних причин його відображення наразі вимкнено. Будь ласка, не видаляйте код, який викликає це повідомлення. Розробники вже працюють для того, щоби відновити штатне функціонування цього графіка або діаграми. |